# Arsac
Arsac egy francia település Gironde megyében az Aquitania régióban. Lakosainak száma 4040 fő (2022. január 1.).

## Adminisztráció
Polgármesterek:
- 2001–2020 Jean-Gerard Dubo

## Demográfia
| Lakosok száma | 685  | 1902 | 2729 | 2953 | 3325 | 3428 | 3592 | 3747 | 3873 | 4040 |
|               | 1968 | 1982 | 1990 | 2006 | 2013 | 2015 | 2017 | 2019 | 2020 | 2022 |

## Látnivalók
- Tertre kastély
- Arsaci kastély